# Pankaj Kapoor
Pankaj Kapoor (ur. 29 maja 1954) – indyjski aktor teatralny, telewizyjny i filmowy z Luhiany ze stanu Pendżab. Największe uznanie przyniosły mu rola dr Dipankara Roya w Ek Doctor Ki Maut (1991) i 'Abba ji' w filmie Vishal Bhardwaja Maqbool (2003). Za obie został nagrodzony National Film Awards. Ostatnio wsławił się rolą w Dharm. 6 nagród, 3 nominacje (także za Raakh i Dus).
Jego synem z pierwszego małżeństwa jest znany bollywoodzki aktor Shahid Kapoor, z drugiego z aktorką Supriyą Pathak (grają razem w Dharm i Raakh) – też aktor Ishaan Kapoor (Vaah! Life Ho Toh Aisi!).

## Wybrana filmografia
- Arohan (1982)
- Gandhi (1982)
- Jaane Bhi Do Yaaro (1983)
- Mohan Joshi Haazir Ho (1984)
- Chameli Ki Shaadi (1986)
- Ek Ruka Hua Faisla (1986) (TV adaptacja 12 Angry Men) Film w bazie IMDb (ang.)
- Raakh (1989) .... Inspektor P.K
- Ek Doctor Ki Maut (1991)
- Roja (1992)
- Na drodze miłości (1995)
- Rui Ka Bojh (1997) (Film w bazie IMDb (ang.))
- Main Prem Ki Diwani Hoon (2003)
- Maqbool (2003)
- Dus (2005)
- Dharm (2007)
- Chatri Chor (The Blue Umbrella) (2007)
- Halla Bol (2007)